# Krista (jméno)
Krista nebo též Christa je ženské jméno řeckého původu. Jde o zkrácenou variantu jména Kristýna, které pochází z řečtiny a znamená křesťanka. Svátek spolu s tímto jménem slaví dne 24. července.
Více než kdekoliv jinde se jméno vyskytuje v okolí Hlučína a Kravařů – ve správním obvodu obce s rozšířenou působností Kravaře jde dokonce o 36. nejčastější ženské jméno. Jméno Krista se též běžně vyskytuje v Estonsku a ve Finsku.

## Domácké podoby
Mezi domácké podoby jména Krista patří Kristka, Kristuška, Kristýnka, Kristuš, Kristuše apod.

## Obliba jména
Jméno Krista je mezi novorozenými dívkami v Česku na rozdíl od jména Kristýna velmi vzácné. K roku 2016 činil průměrný věk nositelek 67 let. Obliba jména začala na konci 30. letech 20. století a trvala až do poloviny 60. let. Jméno bylo nejvíce oblíbené v období 2. světové války, přičemž nejvíce nositelek žijících k roku 2016 se narodilo v roce 1941, a to 76. Jméno od roku 1985 v podstatě vymizelo (do tohoto roku se vždy narodila alespoň jedna nositelka), přesto se ale velmi sporadicky stále vyskytuje, ve 21. století získalo toto jméno šest dívek.
Následující tabulka vývoje počtu nositelek mezi lety 2010 až 2016 dokazuje, že počet žijících nositelek každým rokem klesá, pokles je poměrně rychlý, není ovšem nijak extrémní. Celkový pokles za těchto šest let činí −11,11 %.
| Rok  | Počet nositelek | Změna oproti předchozímu roku |
| ---- | --------------- | ----------------------------- |
| 2010 | 1 242           | –                             |
| 2011 | 1 214           | −2,25 %                       |
| 2012 | 1 195           | −1,57 %                       |
| 2013 | 1 174           | −1,76 %                       |
| 2014 | 1 151           | −1,96 %                       |
| 2015 | 1 121           | −2,61 %                       |
| 2016 | 1 104           | −1,52 %                       |

## Známé osobnosti
- Krista Allen – americká herečka
- Krista Aru – estonská historička a politička
- Krista Bendová – slovenská spisovatelka
- Krista Nevšímalová – česká politička
- Krista Pärmäkoski – finská běžkyně na lyžích
- Krista Siegfrids – finská zpěvačka